# فوغاتسيكو (كاستوريا)
فوغاتسيكو (Βογατσικό) هي مدينة في كاستوريا في مقاطعة فوريا إلادا في اليونان.
يبلغ عدد سكانها حوالي 696 نسمة.